# Liste der Orte im Landkreis Sonneberg
Diese Liste enthält alle Orte (Städte, Gemeinden, Ortsteile und deren Gemarkungen) im thüringischen Landkreis Sonneberg.
| Gemeinden/Städte          | Ortsteile                 | ggf. Gemarkungen/Untergliederungen der Ortsteile                  |
| ------------------------- | ------------------------- | ----------------------------------------------------------------- |
| Föritztal                 | Eichitz                   |                                                                   |
| Föritztal                 | Föritz                    |                                                                   |
| Föritztal                 | Gefell                    |                                                                   |
| Föritztal                 | Heinersdorf               |                                                                   |
| Föritztal                 | Heubisch                  |                                                                   |
| Föritztal                 | Jagdshof                  |                                                                   |
| Föritztal                 | Judenbach                 |                                                                   |
| Föritztal                 | Lindenberg                |                                                                   |
| Föritztal                 | Mogger                    |                                                                   |
| Föritztal                 | Mönchsberg                |                                                                   |
| Föritztal                 | Mupperg                   |                                                                   |
| Föritztal                 | Neuenbau                  |                                                                   |
| Föritztal                 | Neuhaus-Schierschnitz     | Buch                                                              |
| Föritztal                 | Neuhaus-Schierschnitz     | Gessendorf                                                        |
| Föritztal                 | Neuhaus-Schierschnitz     | Mark                                                              |
| Föritztal                 | Neuhaus-Schierschnitz     | Neuhaus                                                           |
| Föritztal                 | Neuhaus-Schierschnitz     | Schierschnitz                                                     |
| Föritztal                 | Oerlsdorf                 |                                                                   |
| Föritztal                 | Rotheul                   |                                                                   |
| Föritztal                 | Rottmar                   |                                                                   |
| Föritztal                 | Schwärzdorf               |                                                                   |
| Föritztal                 | Sichelreuth               |                                                                   |
| Föritztal                 | Weidhausen                |                                                                   |
| Frankenblick              | Döhlau                    |                                                                   |
| Frankenblick              | Effelder                  |                                                                   |
| Frankenblick              | Grümpen                   |                                                                   |
| Frankenblick              | Meschenbach               |                                                                   |
| Frankenblick              | Rabenäußig                | Fichtach                                                          |
| Frankenblick              | Rabenäußig                | Hohetann                                                          |
| Frankenblick              | Rabenäußig                | Melchersberg                                                      |
| Frankenblick              | Rabenäußig                | Rabenäußig                                                        |
| Frankenblick              | Rauenstein                |                                                                   |
| Frankenblick              | Rückerswind               |                                                                   |
| Frankenblick              | Seltendorf                | Seltendorf                                                        |
| Frankenblick              | Seltendorf                | Welchendorf                                                       |
| Frankenblick              | Mengersgereuth-Hämmern    | Schichtshöhn                                                      |
| Frankenblick              | Mengersgereuth-Hämmern    | Forschengereuth                                                   |
| Frankenblick              | Mengersgereuth-Hämmern    | Mengersgereuth-Hämmern                                            |
| Goldisthal                | Goldisthal                |                                                                   |
| Lauscha, Stadt            | Ernstthal                 |                                                                   |
| Lauscha, Stadt            | Lauscha                   |                                                                   |
| Neuhaus am Rennweg, Stadt | Lichte                    | Bock und Teich                                                    |
| Neuhaus am Rennweg, Stadt | Lichte                    | Geiersthal                                                        |
| Neuhaus am Rennweg, Stadt | Lichte                    | Oberlichte (offiziell Lichte) mit Ascherbach, Waschdorf und Hügel |
| Neuhaus am Rennweg, Stadt | Lichte                    | Wallendorf mit Lamprecht                                          |
| Neuhaus am Rennweg, Stadt | Limbach                   |                                                                   |
| Neuhaus am Rennweg, Stadt | Neuhaus am Rennweg        | Igelshieb                                                         |
| Neuhaus am Rennweg, Stadt | Neuhaus am Rennweg        | Neuhaus                                                           |
| Neuhaus am Rennweg, Stadt | Neuhaus am Rennweg        | Schmalenbuche                                                     |
| Neuhaus am Rennweg, Stadt | Neumannsgrund             |                                                                   |
| Neuhaus am Rennweg, Stadt | Piesau                    |                                                                   |
| Neuhaus am Rennweg, Stadt | Scheibe-Alsbach           |                                                                   |
| Neuhaus am Rennweg, Stadt | Siegmundsburg             |                                                                   |
| Neuhaus am Rennweg, Stadt | Steinheid                 |                                                                   |
| Schalkau, Stadt           | Almerswind                | Almerswind                                                        |
| Schalkau, Stadt           | Almerswind                | Selsendorf                                                        |
| Schalkau, Stadt           | Bachfeld                  | Bachfeld                                                          |
| Schalkau, Stadt           | Bachfeld                  | Gundelswind                                                       |
| Schalkau, Stadt           | Ehnes                     |                                                                   |
| Schalkau, Stadt           | Emstadt                   | Emstadt                                                           |
| Schalkau, Stadt           | Emstadt                   | Truckendorf                                                       |
| Schalkau, Stadt           | Emstadt                   | Görsdorf                                                          |
| Schalkau, Stadt           | Katzberg                  |                                                                   |
| Schalkau, Stadt           | Mausendorf                | Mausendorf                                                        |
| Schalkau, Stadt           | Mausendorf                | Neundorf                                                          |
| Schalkau, Stadt           | Roth                      |                                                                   |
| Schalkau, Stadt           | Schalkau                  |                                                                   |
| Schalkau, Stadt           | Theuern                   |                                                                   |
| Schalkau, Stadt           | Truckenthal               |                                                                   |
| Sonneberg, Stadt          | Altstadt                  |                                                                   |
| Sonneberg, Stadt          | Bettelhecken              |                                                                   |
| Sonneberg, Stadt          | Blechhammer               |                                                                   |
| Sonneberg, Stadt          | Eschenthal                |                                                                   |
| Sonneberg, Stadt          | Friedrichsthal            |                                                                   |
| Sonneberg, Stadt          | Georgshütte               |                                                                   |
| Sonneberg, Stadt          | Haselbach                 | Haselbach                                                         |
| Sonneberg, Stadt          | Haselbach                 | Hohenofen                                                         |
| Sonneberg, Stadt          | Hasenthal                 |                                                                   |
| Sonneberg, Stadt          | Hönbach                   |                                                                   |
| Sonneberg, Stadt          | Hüttengrund               |                                                                   |
| Sonneberg, Stadt          | Hüttensteinach            |                                                                   |
| Sonneberg, Stadt          | Innenstadt                |                                                                   |
| Sonneberg, Stadt          | Köppelsdorf               |                                                                   |
| Sonneberg, Stadt          | Malmerz                   |                                                                   |
| Sonneberg, Stadt          | Mürschnitz                |                                                                   |
| Sonneberg, Stadt          | Neufang                   |                                                                   |
| Sonneberg, Stadt          | Oberlind, ehemalige Stadt |                                                                   |
| Sonneberg, Stadt          | Schneidemühle             |                                                                   |
| Sonneberg, Stadt          | Spechtsbrunn              |                                                                   |
| Sonneberg, Stadt          | Steinbach                 |                                                                   |
| Sonneberg, Stadt          | Unterlind                 |                                                                   |
| Sonneberg, Stadt          | Vorwerk                   |                                                                   |
| Sonneberg, Stadt          | Wehd                      |                                                                   |
| Sonneberg, Stadt          | Wolkenrasen               |                                                                   |
| Steinach, Stadt           | Steinach                  |                                                                   |

- Karte mit allen verlinkten Seiten:
- OSM |
- WikiMap